# Regno Gay e Lesbo delle Isole del Mar dei Coralli
Il Regno Gay e Lesbo delle Isole del Mar dei Coralli (in inglese: Gay and Lesbian Kingdom of the Coral Sea Islands, abbreviato anche in GLK) è stata una micronazione creata simbolicamente come protesta politica da un gruppo di attivisti LGBT originari del Queensland, in Australia. È considerato un'espressione del Nazionalismo queer.

## Storia
Il 14 giugno 2004 un gruppo di attivisti, capitanati da Dale Parker Anderson, rivendicò alcune isole nel Mar dei Coralli e dichiarò la "secessione" dall'Australia dopo essere approdato sull'isola più grande dell'arcipelago e aver piantato una bandiera arcobaleno. La "secessione" fu inscenata in segno di protesta per la decisione del Parlamento australiano di proibire il matrimonio fra persone dello stesso sesso e Parker Anderson fu proclamato imperatore col nome di Dale I.
Dal 2005, il gruppo australiano fu coinvolto in lotte e secessioni interne, dividendosi in varie fazioni. Tra queste si trovano due gruppi statunitensi, il Gay and Lesbian Commonwealth Kingdom, capitanato da Jaix Broox, la Unified Gay Tribe, guidata da Bill Freeman ed Enrique Pérez e il gruppo tedesco Gay Homeland Foundation capitanato da Victor Zimmermann. Nessuno di questi gruppi rivendicò tuttavia il territorio del Mar dei Coralli.
Le rivendicazioni non furono riconosciute da alcuno Stato, e non esisteva nessun insediamento permanente. Il "Regno" dichiarò di aver costituito un servizio postale operativo il 1º gennaio 2006. Si presume che il servizio operasse tra le Isole e il Queensland, sebbene non ci furono verifiche e controlli sul suo operato e sulla frequenza del servizio. Il Regno emanò il primo francobollo nel luglio 2006, e si proponeva di emanare francobolli unicamente "con l'obiettivo di essere famosi e reputati tra la comunità filatelica". Il sito internet del Regno affermava che le uniche attività economiche della micronazione erano il turismo, la pesca e la vendita di francobolli.

## Relazioni internazionali
Oltre agli attivisti, le Isole del Mare dei Coralli erano disabitate e l'indipendenza del regno non era riconosciuta dall'Australia o da nessun governo mondiale. Le isole del Mar dei Coralli hanno continuato ad essere riconosciute come territorio esterno d'oltremare dall'Australia e dalle Nazioni Unite.
Nel maggio 2010 Dale Anderson è stato invitato a una conferenza a Sydney per i leader di tutte le micronazioni nel mondo, al fine di determinare i modi per ottenere il riconoscimento come paesi sovrani. Il governo gay annunciò che l'imperatore non avrebbe partecipato alla conferenza, sostenendo che il regno era un ex Territorio australiano, quindi non era una micronazione.

## Dissoluzione
Verso la fine del 2016, il sito ufficiale del Regno Gay e Lesbico delle Isole del Mar dei Coralli aggiunse un link legato al sito web di The Equality Campaign, l'organizzazione che chiedeva agli elettori australiani di partecipare al sondaggio australiano sul diritto matrimoniale, il cui voto favorevole avrebbe indotto il Parlamento dell'Australia a promulgare il matrimonio omosessuale.
In seguito alla decisione presa dal popolo australiano di legalizzare il matrimonio omosessuale, l'imperatore Dale dichiarò che il regno sarebbe stato sciolto, cosa che accadde il 17 novembre 2017.